# Rollo Laylan
Rollo „Preacher“  Laylan (* 4. Januar 1907 in Genoa (Wisconsin); † 28. August 1996 in Miami) war ein US-amerikanischer Jazzmusiker (Schlagzeug, auch Gesang).

## Leben
Laylan, der durch eine Poliomyelitis in seiner Kindheit einen verkürzten Arm hatte, spielte zu Beginn seiner Karriere bei Gert Laylan’s Syncopators, der Band seiner Mutter, einer Pianistin. Auch arbeitete er auf Flussdampfern, Anfang der 1930er-Jahre in Wisconsin mit Floyd O’Brien und Tut Soper. Erste Plattenaufnahmen entstanden 1938 für Brunswick, als er in New York bei Sid Phillips spielte; dann arbeitete er für Bunny Berigan. Im selben Jahr gab er ein Buch über die Schlagzeugmethode von Gene Krupa heraus. Ab 1938 gehörte er für drei Jahre dem Orchester von Paul Whiteman an, dann dem von Emery Deutsch.
Ab Mitte der 1940er-Jahre spielte er bei Joe Marsalas All Stars, bei Eddie Condon und Ray McKinley. Ab 1951 spielte er mit seiner Band in Miami Dixieland-Jazz; 1955 nahm er unter eigenem Namen (Preacher Rollo and The Five Saints) populäre Jazzstandards wie Maple Leaf Rag, Black and Blue, Sweet Georgia Brown, Birth of the Blues, On the Sunny Side of the Street und The Darktown Strutters’ Ball für MGM Records auf; in seiner Band, die bis 1965 bestand, spielten auch Tony Parenti, Tommy Justice und Marie Marcus. Im Bereich des Jazz war er zwischen 1938 und 1955 an 44 Aufnahmesessions beteiligt. 1966 trat er mit Don Ewell in Chicago auf. Er arbeitete dann in einem Geschäft von RadioShack. Zuletzt lebte er in Miami.